# Élections législatives de 1997 dans la Côte-d'Or
Les élections législatives françaises de 1997 se déroulent le 25 mai et le 1er juin 1997. Dans le département de la Côte-d'Or, cinq députés sont à élire dans le cadre de cinq circonscriptions.

## Élus
| Circonscription | Député sortant                 | Parti | Parti    | Député élu ou réélu            | Parti | Parti    |
| --------------- | ------------------------------ | ----- | -------- | ------------------------------ | ----- | -------- |
| 1re             | Robert Poujade                 |       | RPR      | Robert Poujade                 |       | RPR      |
| 2e              | Louis de Froissard de Broissia |       | RPR      | Louis de Froissard de Broissia |       | RPR      |
| 3e              | Lucien Brenot                  |       | CNIP     | Roland Carraz                  |       | MDC      |
| 4e              | François Sauvadet              |       | UDF (PR) | François Sauvadet              |       | UDF (PR) |
| 5e              | Alain Suguenot                 |       | RPR      | François Patriat               |       | PS       |

## Résultats

### Résultats à l'échelle du département
| Parti          | Parti                                   | Premier tour | Premier tour | Second tour | Second tour | Sièges |
| Parti          | Parti                                   | Voix         | %            | Voix        | %           | Sièges |
| -------------- | --------------------------------------- | ------------ | ------------ | ----------- | ----------- | ------ |
|                | Rassemblement pour la République        | 37 680       | 17,88        | 64 530      | 29,08       | 2      |
|                | Union pour la démocratie française      | 18 013       | 8,55         | 25 049      | 11,29       | 1      |
|                | La Droite indépendante                  | 14 066       | 6,67         | 19 053      | 8,59        | 0      |
|                | Divers droite                           | 6 188        | 2,94         |             |             | 0      |
|                | Mouvement des réformateurs              | 431          | 0,20         | 0           |             |        |
|                | Droite parlementaire                    | 76 378       | 36,24        | 108 632     | 48,95       | 3      |
|                |                                         |              |              |             |             |        |
|                | Parti socialiste                        | 47 896       | 22,73        | 85 976      | 38,74       | 1      |
|                | Mouvement des citoyens                  | 12 389       | 5,88         | 22 046      | 9,93        | 1      |
|                | Parti communiste français               | 10 969       | 5,20         |             |             | 0      |
|                | Les Verts                               | 8 522        | 4,04         | 0           |             |        |
|                | Divers gauche                           | 882          | 0,42         | 0           |             |        |
|                | Gauche plurielle                        | 80 658       | 38,27        | 108 022     | 48,67       | 2      |
|                |                                         |              |              |             |             |        |
|                | Front national                          | 38 320       | 18,18        | 5 274       | 2,38        | 0      |
|                | Extrême gauche dont LCR, LO, PT et SÉGA | 9 144        | 4,34         |             |             | 0      |
|                | Divers écologiste dont MÉI et GÉ        | 5 213        | 2,47         | 0           |             |        |
|                | Divers                                  | 1 027        | 0,49         | 0           |             |        |
|                |                                         |              |              |             |             |        |
| Inscrits       | Inscrits                                | 321 762      | 100,00       | 321 735     | 100,00      | 5      |
| Abstentions    | Abstentions                             | 101 110      | 31,42        | 87 262      | 27,12       |        |
| Votants        | Votants                                 | 220 652      | 68,58        | 234 473     | 72,88       |        |
| Blancs et nuls | Blancs et nuls                          | 9 912        | 4,49         | 12 545      | 5,35        |        |
| Exprimés       | Exprimés                                | 210 740      | 95,51        | 221 928     | 94,65       |        |

### Résultats par circonscription

#### Première circonscription (Dijon-Nord)
| Candidat       | Candidat                     | Parti          | Premier tour | Premier tour | Second tour | Second tour |  |
| Candidat       | Candidat                     | Parti          | Voix         | %            | Voix        | %           |  |
| -------------- | ---------------------------- | -------------- | ------------ | ------------ | ----------- | ----------- |  |
|                | Robert Poujade sortant réélu | RPR            | 11 847       | 29,28        | 22 651      | 53,64       |  |
|                | François Rebsamen            | PS             | 10 476       | 25,89        | 19 575      | 46,36       |  |
|                | François Thiériot            | FN             | 6 212        | 15,35        |             |             |  |
|                | Yves Japiot                  | Divers droite  | 3 111        | 7,69         |             |             |  |
|                | Christine Durnerin           | Les Verts      | 1 894        | 4,68         |             |             |  |
|                | Véronique Thyébault          | LDI (MPF)      | 1 587        | 3,92         |             |             |  |
|                | Christiane Porteret          | PCF            | 1 540        | 3,81         |             |             |  |
|                | Paul Zylberberg              | GÉ             | 865          | 2,14         |             |             |  |
|                | Christian Coste              | LO             | 787          | 1,95         |             |             |  |
|                | Jean-Patrick Masson          | MÉI            | 475          | 1,17         |             |             |  |
|                | Bruno Vantorre               | US4J           | 440          | 1,09         |             |             |  |
|                | Philippe Péchoux             | SÉGA           | 343          | 0,85         |             |             |  |
|                | Jean-Claude Cinquin          | LCR            | 327          | 0,81         |             |             |  |
|                | Christian Georget            | Divers droite  | 304          | 0,75         |             |             |  |
|                | René Carruge                 | PT             | 249          | 0,62         |             |             |  |
|                | Joseph Devalière             | Divers         | 0            | 0            |             |             |  |
|                |                              |                |              |              |             |             |  |
| Inscrits       | Inscrits                     | Inscrits       | 62 342       | 100,00       | 62 342      | 100,00      |  |
| Abstentions    | Abstentions                  | Abstentions    | 20 296       | 32,56        | 17 719      | 28,42       |  |
| Votants        | Votants                      | Votants        | 42 046       | 67,44        | 44 623      | 71,58       |  |
| Blancs et nuls | Blancs et nuls               | Blancs et nuls | 1 589        | 3,78         | 2 397       | 5,37        |  |
| Exprimés       | Exprimés                     | Exprimés       | 40 457       | 96,22        | 42 226      | 94,63       |  |

#### Deuxième circonscription (Dijon - Auxonne)
| Candidat       | Candidat                                     | Parti          | Premier tour | Premier tour | Second tour | Second tour |  |
| Candidat       | Candidat                                     | Parti          | Voix         | %            | Voix        | %           |  |
| -------------- | -------------------------------------------- | -------------- | ------------ | ------------ | ----------- | ----------- |  |
|                | Louis de Froissard de Broissia sortant réélu | RPR            | 12 282       | 33,79        | 18 002      | 44,85       |  |
|                | Colette Popard                               | PS             | 9 210        | 25,34        | 16 862      | 42,01       |  |
|                | Liliane Floiras                              | FN             | 7 168        | 19,72        | 5 274       | 13,14       |  |
|                | Michel Julien                                | PCF            | 1 878        | 5,17         |             |             |  |
|                | Philippe Colas                               | Divers droite  | 1 220        | 3,36         |             |             |  |
|                | Michel Pipon                                 | Les Verts      | 1 041        | 2,86         |             |             |  |
|                | Jacqueline Lambert                           | LO             | 887          | 1,49         |             |             |  |
|                | Anne Maheu                                   | GÉ             | 728          | 2            |             |             |  |
|                | Jean-Louis Virat                             | US4J           | 442          | 1,22         |             |             |  |
|                | Alain Caignol                                | MDR            | 431          | 1,19         |             |             |  |
|                | Pierre Campagnac                             | LCR            | 422          | 1,16         |             |             |  |
|                | Marie-Christine Delebarre                    | MÉI            | 365          | 1            |             |             |  |
|                | Geoffroy Bertholle                           | SÉGA           | 276          | 0,76         |             |             |  |
|                |                                              |                |              |              |             |             |  |
| Inscrits       | Inscrits                                     | Inscrits       | 56 587       | 100,00       | 56 588      | 100,00      |  |
| Abstentions    | Abstentions                                  | Abstentions    | 18 526       | 32,74        | 15 293      | 27,03       |  |
| Votants        | Votants                                      | Votants        | 38 061       | 67,26        | 41 295      | 72,97       |  |
| Blancs et nuls | Blancs et nuls                               | Blancs et nuls | 1 711        | 4,5          | 1 157       | 2,8         |  |
| Exprimés       | Exprimés                                     | Exprimés       | 36 350       | 95,5         | 40 138      | 97,2        |  |

#### Troisième circonscription (Dijon - Chenôve)
| Candidat                     | Candidat              | Parti                   | Premier tour | Premier tour | Second tour | Second tour |  |
| Candidat                     | Candidat              | Parti                   | Voix         | %            | Voix        | %           |  |
| ---------------------------- | --------------------- | ----------------------- | ------------ | ------------ | ----------- | ----------- |  |
|                              | Roland Carraz élu     | MDC (PS)                | 12 389       | 31,23        | 22 046      | 53,64       |  |
|                              | Lucien Brenot sortant | LDI (CNIP) (RPR, UDF)   | 10 636       | 26,81        | 19 053      | 46,36       |  |
|                              | Charles Cavin         | FN                      | 8 980        | 22,64        | Retrait     | Retrait     |  |
|                              | Isabelle de Almeida   | PCF                     | 2 488        | 6,27         |             |             |  |
|                              | Patrick Saunie        | Les Verts               | 2 167        | 5,46         |             |             |  |
|                              | Alexandre Jurado      | Divers écologiste (MÉI) | 997          | 2,51         |             |             |  |
|                              | Monique Niang         | Extrême gauche (LO)     | 964          | 2,43         |             |             |  |
|                              | Daniele Patinet       | Extrême gauche (LCR)    | 580          | 1,46         |             |             |  |
|                              | Alain Bony            | Extrême gauche (PT)     | 471          | 1,19         |             |             |  |
|                              |                       |                         |              |              |             |             |  |
| Inscrits                     | Inscrits              | Inscrits                | 61 194       | 100,00       | 61 191      | 100,00      |  |
| Abstentions                  | Abstentions           | Abstentions             | 19 613       | 32,05        | 17 111      | 27,96       |  |
| Votants                      | Votants               | Votants                 | 41 581       | 67,95        | 44 080      | 72,04       |  |
| Blancs et nuls               | Blancs et nuls        | Blancs et nuls          | 1 909        | 4,59         | 2 981       | 6,76        |  |
| Exprimés                     | Exprimés              | Exprimés                | 39 672       | 95,41        | 41 099      | 93,24       |  |
| Source : Assemblée nationale |                       |                         |              |              |             |             |  |

#### Quatrième circonscription (Montbard)
| Candidat       | Candidat                        | Parti          | Premier tour | Premier tour | Second tour | Second tour |  |
| Candidat       | Candidat                        | Parti          | Voix         | %            | Voix        | %           |  |
| -------------- | ------------------------------- | -------------- | ------------ | ------------ | ----------- | ----------- |  |
|                | François Sauvadet sortant réélu | UDF (PR)       | 18 013       | 39,97        | 25 049      | 53,6        |  |
|                | Michel Neugnot                  | PS             | 11 859       | 26,32        | 21 686      | 46,4        |  |
|                | Jean-Pierre Pellan              | FN             | 7 034        | 15,61        |             |             |  |
|                | Robert Fourgeux                 | PCF            | 2 854        | 6,33         |             |             |  |
|                | Bruno Diano                     | Les Verts      | 1 689        | 3,75         |             |             |  |
|                | Christian Marchet               | LO             | 1 258        | 2,79         |             |             |  |
|                | Angelo Diano                    | Divers         | 1 027        | 2,28         |             |             |  |
|                | Odette Kencker                  | MÉI            | 871          | 1,93         |             |             |  |
|                | Thierry Desanti                 | LCR            | 458          | 1,02         |             |             |  |
|                |                                 |                |              |              |             |             |  |
| Inscrits       | Inscrits                        | Inscrits       | 67 107       | 100,00       | 67 103      | 100,00      |  |
| Abstentions    | Abstentions                     | Abstentions    | 19 772       | 29,46        | 17 575      | 26,19       |  |
| Votants        | Votants                         | Votants        | 47 335       | 70,54        | 49 528      | 73,81       |  |
| Blancs et nuls | Blancs et nuls                  | Blancs et nuls | 2 272        | 4,8          | 2 793       | 5,64        |  |
| Exprimés       | Exprimés                        | Exprimés       | 45 063       | 95,2         | 46 735      | 94,36       |  |

#### Cinquième circonscription (Beaune)
| Candidat       | Candidat                  | Parti          | Premier tour | Premier tour | Second tour | Second tour |  |
| Candidat       | Candidat                  | Parti          | Voix         | %            | Voix        | %           |  |
| -------------- | ------------------------- | -------------- | ------------ | ------------ | ----------- | ----------- |  |
|                | François Patriat élu      | PS             | 16 351       | 33,24        | 27 853      | 53,84       |  |
|                | Alain Suguenot sortant    | RPR            | 13 551       | 27,54        | 23 877      | 46,16       |  |
|                | Pierre Jaboulet-Vercherre | FN             | 8 926        | 18,14        |             |             |  |
|                | Jean Guerret              | PCF            | 2 209        | 4,49         |             |             |  |
|                | Jean-Maurice de Truchis   | LDI (MPF)      | 1 843        | 3,75         |             |             |  |
|                | Jean-Jacques Bernard      | Les Verts      | 1 731        | 3,52         |             |             |  |
|                | Jean-Noël Couzon          | Divers droite  | 1 553        | 3,16         |             |             |  |
|                | Régis Mayet               | LO             | 1 148        | 2,33         |             |             |  |
|                | Nathalie Malka            | LCR            | 974          | 1,98         |             |             |  |
|                | Max Chaudron              | MÉI            | 912          | 1,85         |             |             |  |
|                |                           |                |              |              |             |             |  |
| Inscrits       | Inscrits                  | Inscrits       | 74 532       | 100,00       | 74 511      | 100,00      |  |
| Abstentions    | Abstentions               | Abstentions    | 22 903       | 30,73        | 19 564      | 26,26       |  |
| Votants        | Votants                   | Votants        | 51 629       | 69,27        | 54 947      | 73,74       |  |
| Blancs et nuls | Blancs et nuls            | Blancs et nuls | 2 431        | 4,71         | 3 217       | 5,85        |  |
| Exprimés       | Exprimés                  | Exprimés       | 49 198       | 95,29        | 51 730      | 94,15       |  |